# Премія «Греммі» за найкращий реп-альбом
Премію «Греммі» в номінації «Найкращий реп-альбом» присуджують починаючи з 1996 року. Щороку Національна академія мистецтва і науки звукозапису США вибирає кілька претендентів за «художні досягнення, технічну майстерність і значний внесок у розвиток звукозапису без врахування продажів альбому і його позиції в чартах».
1995 року академія оголосила про введення нової номінації «Найкращий реп-альбом». Наступного року першим лауреатом нагороди став гурт Naughty by Nature з платівкою Poverty's Paradise. Номінація містить такі вимоги: «Понад 51 % матеріалу альбому повинні бути новими реп-записами».
Станом на 2015 рік Емінем лідирував за кількістю перемог у цій категорії — 6 разів, далі йшли Каньє Вест, який перемагав чотири рази, а також Кендрік Ламар і дует Outkast — вони отримували нагороду двічі. Репер Jay-Z став рекордсменом за кількістю номінацій — загалом десять, серед яких одна перемога. Нині Лорін Гілл — єдина жінка, яка перемагала у цій категорії (в складі хіп-хоп гурту Fugees).
Канадський виконавець Дрейк став першим неамериканським музикантом, який переміг у цій категорії, вигравши статуетку в 2013 році. Найбільше номінацій без перемог має гурт The Roots — п'ять.
Міссі Еліот, Ів, Нікі Мінаж, Іґґі Азалія та Doechii — єдині жінки, які мали сольні номінації в цій категорії.

## Список лауреатів
| \| Рік[I] \| Переможець \| Країна \| Альбом \| Номінанти \| Посилання \| \| ------------------- \| ------------------------- \| ------ \| --------------------------------- \| ------------------------------------------------------------------------------------------------------------------------------------------------------------------------------------------------- \| --------- \| \| 1996 28 лютого 1996 \| Naughty by Nature[en] \| США \| Poverty's Paradise[en] \| - Skee-Lo — I Wish[en] \| [4] \| \| 1997 26 лютого 1997 \| Fugees \| США \| The Score \| - LL Cool J — Mr. Smith[en] \| [5] \| \| 1998 25 лютого 1998 \| Пафф Дедді and the Family \| США \| No Way Out[en] \| - Wu-Tang Clan — Wu-Tang Forever \| [6] \| \| 1999 24 лютого 1999 \| Jay-Z \| США \| Vol. 2... Hard Knock Life \| - Mase — Harlem World[en] \| [7] \| \| 2000 23 лютого 2000 \| Eminem \| США \| The Slim Shady LP \| - The Roots — Things Fall Apart (альбом)[en] \| [8] \| \| 2001 21 лютого 2001 \| Eminem \| США \| The Marshall Mathers LP \| - Nelly — Country Grammar[en] \| [9] \| \| 2002 27 лютого 2002 \| Outkast \| США \| Stankonia[en] \| - Ludacris — Back for the First Time \| [10] \| \| 2003 23 лютого 2003 \| Eminem \| США \| The Eminem Show \| - Петі Пабло[en] — Diary of a Sinner: 1st Entry[en] \| [11] \| \| 2004 8 лютого 2004 \| Outkast \| США \| Speakerboxxx/The Love Below \| - The Roots — Phrenology[en] \| [12] \| \| 2005 13 лютого 2005 \| Каньє Вест \| США \| The College Dropout \| - Nelly — Suit[en] \| [13] \| \| 2006 8 лютого 2006 \| Каньє Вест \| США \| Late Registration \| - Eminem — Encore \| [14] \| \| 2007 11 лютого 2007 \| Ludacris \| США \| Release Therapy \| - T.I. — King[en] \| [15] \| \| 2008 10 лютого 2008 \| Каньє Вест \| США \| Graduation \| - T.I. — T.I. vs. T.I.P.[en] \| [16] \| \| 2009 8 лютого 2009 \| Lil Wayne \| США \| Tha Carter III \| - T.I. — Paper Trail[en] \| [17] \| \| 2010 31 січня 2010 \| Eminem \| США \| Relapse (альбом) \| - Q-Tip — The Renaissance[en] \| [18] \| \| 2011 13 лютого 2011 \| Eminem \| США \| Recovery (альбом Eminem) \| - The Roots — How I Got Over[en] \| [19] \| \| 2012 12 лютого 2012 \| Каньє Вест \| США \| My Beautiful Dark Twisted Fantasy \| - Лупе Фіаско — Lasers - Jay-Z и Каньє Вест — Watch the Throne - Нікі Мінаж — Pink Friday - Lil Wayne — Tha Carter IV \| [20] \| \| 2013 10 лютого 2013 \| Дрейк \| Канада \| Take Care \| - 2 Chainz — Based on a T.R.U. Story - Лупе Фіаско — Food & Liquor II: The Great American Rap Album Pt. 1 - Nas — Life Is Good[en] - Рик Росс — God Forgives, I Don't[en] - The Roots — Undun[en] \| [21] \| \| 2014 26 січня 2014 \| Macklemore і Раян Льюїс \| США \| The Heist \| - Дрейк — Nothing Was the Same - Jay-Z — Magna Carta Holy Grail - Кендрік Ламар — Good Kid, M.A.A.D City - Каньє Вест — Yeezus \| [22] \| \| 2015 8 лютого 2015 \| Eminem \| США \| The Marshall Mathers LP 2 \| - Schoolboy Q — Oxymoron[en] \| [23] \| \| 2016 15 лютого 2016 \| Кендрік Ламар \| США \| To Pimp a Butterfly \| - Нікі Мінаж — The Pinkprint \| [24] \| \| 2017 12 лютого 2017 \| Chance The Rapper \| США \| Coloring Book[en] \| - Каньє Вест — The Life of Pablo \| [25] \| \| 2018 28 січня 2018 \| Кендрік Ламар \| США \| DAMN. \| - Tyler, The Creator – Flower Boy[en] \| [26] \| |                           |        |                                   | |           |
| Рік[I] | Переможець                | Країна | Альбом                            | Номінанти | Посилання |
| 1996 28 лютого 1996 | Naughty by Nature         | США    | Poverty's Paradise                | - Skee-Lo — I Wish | [ 4 ]     |
| 1997 26 лютого 1997 | Fugees                    | США    | The Score                         | - LL Cool J — Mr. Smith | [ 5 ]     |
| 1998 25 лютого 1998 | Пафф Дедді and the Family | США    | No Way Out                        | - Wu-Tang Clan — Wu-Tang Forever | [ 6 ]     |
| 1999 24 лютого 1999 | Jay-Z                     | США    | Vol. 2... Hard Knock Life         | - Mase — Harlem World | [ 7 ]     |
| 2000 23 лютого 2000 | Eminem                    | США    | The Slim Shady LP                 | - The Roots — Things Fall Apart (альбом) | [ 8 ]     |
| 2001 21 лютого 2001 | Eminem                    | США    | The Marshall Mathers LP           | - Nelly — Country Grammar | [ 9 ]     |
| 2002 27 лютого 2002 | Outkast                   | США    | Stankonia                         | - Ludacris — Back for the First Time | [ 10 ]    |
| 2003 23 лютого 2003 | Eminem                    | США    | The Eminem Show                   | - Петі Пабло — Diary of a Sinner: 1st Entry | [ 11 ]    |
| 2004 8 лютого 2004 | Outkast                   | США    | Speakerboxxx/The Love Below       | - The Roots — Phrenology | [ 12 ]    |
| 2005 13 лютого 2005 | Каньє Вест                | США    | The College Dropout               | - Nelly — Suit | [ 13 ]    |
| 2006 8 лютого 2006 | Каньє Вест                | США    | Late Registration                 | - Eminem — Encore | [ 14 ]    |
| 2007 11 лютого 2007 | Ludacris                  | США    | Release Therapy                   | - T.I. — King | [ 15 ]    |
| 2008 10 лютого 2008 | Каньє Вест                | США    | Graduation                        | - T.I. — T.I. vs. T.I.P. | [ 16 ]    |
| 2009 8 лютого 2009 | Lil Wayne                 | США    | Tha Carter III                    | - T.I. — Paper Trail | [ 17 ]    |
| 2010 31 січня 2010 | Eminem                    | США    | Relapse (альбом)                  | - Q-Tip — The Renaissance | [ 18 ]    |
| 2011 13 лютого 2011 | Eminem                    | США    | Recovery (альбом Eminem)          | - The Roots — How I Got Over | [ 19 ]    |
| 2012 12 лютого 2012 | Каньє Вест                | США    | My Beautiful Dark Twisted Fantasy | - Лупе Фіаско — Lasers - Jay-Z и Каньє Вест — Watch the Throne - Нікі Мінаж — Pink Friday - Lil Wayne — Tha Carter IV                                                                 | [ 20 ]    |
| 2013 10 лютого 2013 | Дрейк                     | Канада | Take Care                         | - 2 Chainz — Based on a T.R.U. Story - Лупе Фіаско — Food & Liquor II: The Great American Rap Album Pt. 1 - Nas — Life Is Good - Рик Росс — God Forgives, I Don't - The Roots — Undun | [ 21 ]    |
| 2014 26 січня 2014 | Macklemore і Раян Льюїс   | США    | The Heist                         | - Дрейк — Nothing Was the Same - Jay-Z — Magna Carta Holy Grail - Кендрік Ламар — Good Kid, M.A.A.D City - Каньє Вест — Yeezus                                                        | [ 22 ]    |
| 2015 8 лютого 2015 | Eminem                    | США    | The Marshall Mathers LP 2         | - Schoolboy Q — Oxymoron | [ 23 ]    |
| 2016 15 лютого 2016 | Кендрік Ламар             | США    | To Pimp a Butterfly               | - Нікі Мінаж — The Pinkprint | [ 24 ]    |
| 2017 12 лютого 2017 | Chance The Rapper         | США    | Coloring Book                     | - Каньє Вест — The Life of Pablo | [ 25 ]    |
| 2018 28 січня 2018 | Кендрік Ламар             | США    | DAMN.                             | - Tyler, The Creator – Flower Boy | [ 26 ]    |

↑  Посилання на церемонію «Греммі», яка відбулась відповідного року.